# Giacobbe Cervetto
Giacobbe Basevi, detto il Cervetto (1682 – Londra, 14 gennaio 1783), è stato un violoncellista italiano.

## Biografia
Nacque nel 1680 o 1682 in una famiglia ebraica sefardita forse a Venezia, secondo quanto riferito nelle Memorie di Charles Burney, oppure nell'Italia centro-settentrionale. No si hanno notizie sulla sua formazione ed è anche incerta la data del suo arrivo in Inghilterra che vari autori fissano nel 1938 o 1939 ma qualcuno anticipa al 1728. A Londra iniziò a commerciare strumenti musicali che aveva importato dall'Italia, poi intraprese una fortunata carriera di violoncellista. Fu un fondamentale rappresentante di quel gruppo di virtuosi (Caporale, Pasqualini e Lanzetti) che introdussero nel Regno Unito il violoncello come strumento solista, soppiantando la viola da gamba. Fu anche insegnante di questo strumento per cui compose numerose sonate. Suo allievo ed erede fu il figlio James Cervetto anch'egli compositore.